# Hawler Medical University
Hawler Medical University (kurd. زانكۆی هه‌ولێری پزیشكی) – kurdyjska publiczna szkoła wyższa, zlokalizowana w Irbilu.
Uczelnia została powołana przez rząd Kurdystanu w lipcu 2005, a następnie zatwierdzona przez rząd Iraku w marcu 2006  roku. W skład uniwersytetu weszły cztery wydziały o profilu medycznym wydzielone ze struktur Uniwersytetu Saladyna: Wydział Medycyny, Wydział Stomatologii, Wydział Farmacji i Wydział Pielęgniarstwa. W kolejnych latach uniwersytet poszerzono o Medyczne Centrum Badawcze (2008) oraz Wydział Nauk o Zdrowiu (2012). 
Nazwa uczelni podkreśla jej kurdyjski charakter - Hawler jest kurdyjską nazwą Irbilu. W godle uczelni widnieje kształt symbolizujący cytadelę w Irbilu otoczony linią z sylwetkami orła i węża.